# Margarida de Baviera-Straubing
Margarida de Baviera-Straubing (alemany: Margarete von Bayern)  (la Haia, 1363 (Gregorià) - Dijon, 23 de gener de 1423 (Gregorià)) va ser duquessa de Borgonya per matrimoni amb Joan I de Borgonya. Va ser la regent dels Països Baixos de Borgonya durant l'absència del seu cònjuge el 1404–1419 i la regent de la Borgonya francesa durant l'absència del seu fill el 1419–1423. Es va fer més coneguda per la seva reeixida defensa del Ducat de Borgonya contra el comte Joan IV d'Armagnac el 1419.

## Biografia
Nasqué el 1363. Era la cinquena filla del duc Albert I de Baviera, comte d'Hainaut, Holanda i Zelanda  i senyor de Frísia, i Margarida de Brieg. Per línia paterna era neta de l'emperador Lluís IV de Baviera i la comtessa Margarida II d'Hainaut, i per línia materna de Lluís I de Brieg i Agnès de Goglau.

## Núpcies i descendents
Es casà el 12 d'abril de 1385 a Cambrai amb el futur duc Joan I de Borgonya, comte de Nevers, fill i hereu de Felip el Temerari, duc de Borgonya, i Margarida de Dampierre, comtessa de Flandes, Artois i Borgonya;  al mateix temps el seu germà, Guillem II, duc de Baviera, es va casar amb Margarida de Borgonya.
D'aquesta unió nasqueren:
- Margarida, comtessa de Gien i Montargis (1393 – 2 de febrer de 1442, París), es va casar, el 30 d'agost de 1404, amb Lluís de Valois, delfí de França, i fill de Carles VI de França,[4] i després, el 10 d'octubre de 1422, amb Arthur de Richemont, conestable de França, futur duc de Bretanya.
- la infanta Caterina de Borgonya (1391-1414)
- Maria (30 d'octubre de 1463, Monterberg bei Kalkar), es va casar el 1406 amb Adolph I, duc de Cleves[5]
- Felip III de Borgonya (1396-1467), [2] comte de Flandes[5]
- la infanta Isabel de Borgonya (?-1412), casada el 1406 amb Olivier de Châtillon-Blois
- la infanta Joana de Borgonya (1399-?), morta jove
- Anna de Borgonya (1404-1432) casada amb Joan, duc de Bedford[5]
- Agnès de Borgonya (1407-1476), casada el 1425 amb el duc Carles I de Borbó[5]

Margarida de Baviera-Straubing morí a Dijon el 23 de gener de 1423.